# Dream Lover (1986)
Dream Lover is een Amerikaanse thriller uit 1986 onder regie van Alan J. Pakula.

## Verhaal
De muziekstudente Kathy Gardner wordt aangevallen door een indringer. Ze beleeft die ervaring telkens opnieuw in haar nachtmerries. Om het trauma te verwerken ondergaat ze een experimentele therapie.

## Rolverdeling
| Acteur            | Personage        |
| ----------------- | ---------------- |
| Kristy McNichol   | Kathy Gardner    |
| Ben Masters       | Michael Hansen   |
| Paul Shenar       | Ben Gardner      |
| Justin Deas       | Kevin McCann     |
| John McMartin     | Martin           |
| Gayle Hunnicutt   | Claire           |
| Joseph Culp       | Danny            |
| Matthew Penn      | Billy            |
| Paul West         | Shep             |
| Matthew Long      | Vaughn Capisi    |
| Jon Polito        | Dokter James     |
| Ellen Parker      | Zuster Jennifer  |
| Lynn Webster      | Politieagente    |
| Brenda Cowling    | Hotelhoudster    |
| Charles West      | Man in het hotel |
| Dennis Creaghan   | Politieagent     |
| Dolores Sutton    | Extra stem       |
| Denise Stephenson | Extra stem       |